# Lightning Returns: Final Fantasy XIII
Lightning Returns: Final Fantasy XIII (яп. ラ イ ト ニ ン グ リ タ ー ン ズ フ ァ イ ナ ル フ ァ ン タ ジ ー XIII) — відеогра жанру Action RPG, розроблена Square Enix для ігрових приставок PlayStation 3 і Xbox 360, що вийшла в 2013 році в Японії і в 2014 в Європі та Північній Америці. В 2015 році вийшла для Microsoft Windows та мобільних платформ на початку 2016. Гра є частиною серії Fabula Nova Crystallis та сюжетно — продовженням Final Fantasy XIII і Final Fantasy XIII-2.
Вона завершує історію, почату в Final Fantasy XIII. Світ, де розгорталися події попередніх частин, скоро загине і Блискавка, обрана богом Бунівельзом, повинна привести душі людей в новий світ.

## Ігровий процес
Бойова система Lightning Returns подібна на бойові системи XIII і XIII-2. Вона заснована на системі ATB, але, оскільки Блискавка тепер єдиний контрольований гравцем персонаж, вона дещо перероблена і дає більший контроль над діями головної героїні. Так, замість вибору команд меню і постановки їх на чергу, гравець може вибирати здібності, які прив'язані до різних костюмів, і може змінювати ці костюми прямо на полі бою. Блискавка може вільно пересуватися ареною. Деякі елементи геймплею залежать від часу. Наприклад, вночі з'являються інші противники.
Весь внутрішньоігровий час обмежений в 13 днів, але Блискавка має деяку владу над його перебігом. Деякі дії Блискавки дають додатковий час, або ж його можна і втратити в залежності від різних обставин. Наприклад, порятунок однієї людини може перевести стрілки годинника назад, даючи тим самим додатково час, але так само і порятунок іншого персонажа може перемістити стрілки вперед. Годинники розташовані повсюдно в ігровому світі, показуючи наближення його кінця.

## Світ гри
Ігровий світ називається Нова Крисалія (англ. Nova Chrysalia), він є залишками світу Гран Пульс, який об'єднався з Вальгаллою в фіналі XIII-2. Світ складається з чотирьох регіонів, поєднаних монорейковою залізницею, які омиваються Морем Хаосу. Планетóїд Новий Кокон, який мав стати новим домом для людей, існує і тут, але ненаселений і оточений кільцем, а більшість людей взагалі забули, що він рукотворний і називають Місяцем. В його центрі знаходиться місце «Ковчег», де час не плине. Там перебуває Хоуп, який допомагає Блискавці в її подорожах. Він слідкує за деревом Іггдрасиль, яке вміщує в собі життєву силу світу, вберігаючи його від Моря Хаосу і продовжуючи термін існування Нова Крисалії, максимально до тринадцяти днів з часу пробудження Блискавки. Коли Блискавка, рятуючи душі, отримує цю енергію, яка називається Ерадія (англ. Eradia), вона підтримує світ.
На островах є всього два міста: Юснаан (англ. Yusnaan) та Люксеріон (англ. Luxerion). Люди Нова Крисалії стали безсмертними в тому плані, що не старіють, але їм і надалі загрожують хвороби чи нещасні випадки. Крім того вони не можуть мати дітей, позаяк після смерті богині Етро нікому керувати переселенням душ.
У році 1000 AF, через п'ятсот років після закінчення Final Fantasy XIII-2, Блискавка прокидається від сну в світі, який приречений на загибель через тринадцять днів. Бог Бунівельз (англ. Bhunivelze) обрав Блискавку рятівником душ людства, щоб вона привела їх у новий світ, який він створив на зміну старому. У свою чергу, Бунівельз запевнив Блискавку, що воскресить її сестру Серу, яка померла в фіналі Final Fantasy XIII-2.
Персонажі попередніх частин продовжують жити в Новій Крисалії. Сноу Вільєс все ще знаходиться в депресії у зв'язку зі смертю Сери та досі є л'сі. Він знайшов відраду в тому, що став розпорядником розваг у місті Юснаан. Ноель, відчуваючи вину за смерть богині Етро та Сери, поклав на себе завдання охороняти Люксеріон. Ваніль опинилася під опікою Ордена Спасіння за здатність чути голоси мертвих. Вважаючи, що Орден використовує Ваніль в своїх цілях, Фенг покинула місто та очолила банду злодіїв в Мертвих дюнах, де шукала реліквію Святий ключ, щоб він не потрапив в руки Ордену. Саж оселився в Диких землях із сином Дажем, який впав у кому. Каїс Баллад, чоловік, відповідальний за утворення Нова Крисалії, сховався в Храмі Етро, звідки в світ просочується Хаос. Блискавка також стикається з таємничою дівчинкою Люміною, дуже схожою на юну Серу.

## Сюжет
У Юснаані Блискавка прибуває на урочисте святкування, яким розпоряджається Сноу. В цей час зі всіх боків нападають чудовиська, з якими вона, Сноу й Люміна борються, хоч і не довіряють одні одним. Блискавка відступає, а скоро дізнається про культ Дітей Етро, який прагне її вбити. Також її хоче вбити Каїс, щоб виконати видіння майбутнього, записане на Диску Оракула. Пророцтво з Диска виявляється підробленим Люміною, Ноель розбиває пристрій.
Дізнавшись про подвиги Блискавки, Ваніль хоче зустрітися з нею. Блискавка відправляється в Люксеріон, де знаходить Ваніль в компанії Люміни. Ті демонструють маси Хаосу і пояснюють — після смерті Етро, богині Царства мертвих, померлі не можуть переродитися для нового життя, їхні душі залишаються в пастці Хаосу. Як наслідок люди більше не можуть народжувати дітей. Ваніль має намір допомогти мертвим, оскільки чує їхні голоси.
Блискавка повертається в Юснаан, де доводить Сноу, що вона не самозванець, як той підозрював, впізнавши його кулон. Сноу вважає, що тепер недостойний життя та змушує Блискавку напасти на нього, ввібравши Хаос та перетворившись на чудовисько. Однак Блискавка перемагає його не вбиваючи і Сноу знову стає людиною.
В Мертвих дюнах Блискавка розшукує банду Фенг і допомагає в пошуках Святого ключа, здатного, як кажуть, врятувати мертвих. Та коли вони знаходять реліквію, Фанг намагається знищити Ключ. Блискавка зупиняє її, і під час сутички Ключ потрапляє в руки Ордена. Фенг пояснює, що ритуал з участю реліквії вб'є Ваніль, і закликає Блискавку перешкодити цьому.
У Диких землях Блискавка знаходить пораненого білого чокобо Ангела Вальгалли, поява якого віщує наближення кінця світу. Вона виліковує птаха та верхи на ньому вирушає в Храм Етро, звідки розповсюджується Хаос. Джерелом Хаосу виявляється душа Юл, Блискавка зустрічається з численними її втіленнями і Каїсом, який хоче померти, але не може і навіть Блискавка не здатна взяти його душу. Каїс і Юл залишаються в храмі, впевнені, що їм немає місця в новому світі, куди Блискавка може привести всіх людей.
Блискавка знаходить Сажа і його сина в покинутому дирижаблі та допомагає збирати частинки душі Дажа, щоб вивести його з коми. Також вона зустрічає мугла Моґа, який раніше допомагав Сері, й приводить його до родичів. Блискавці являється Сід Рейнс, котрий від імені всіх померлих повідомляє, що Ваніль дійсно може врятувати всі душі мертвих, але Орден Спасіння збирається використати її для їх знищення за наказом Бунівельза.
Коли настає останній день світу, Хаос поглинає все, крім собору Люксеріона. Блискавка і Фенг пробираються туди та відкривають, що Орден Спасіння намірився знищити душі мертвих, аби врятовані Блискавкою душі забули їх, а як наслідок і попередні життя, та могли жити у вічному блаженстві в новому світі, створеному Бунівельзом. Почувши бажання мертвих жити, незважаючи на страждання, Ваніль зупиняє ритуал, а Сноу руйнує Святий Ключ списом Фенг. Разом Фенг і Ваніль направляють мертвих у Ковчег, щоб потім відродитися в новому світі.
Блискавка ж переноситься в Космогенезис, потойбічний вимір, де Бунівельз продовжує створення свого нового світу. Бунівельз з'являється перед нею, говорячи через Хоупа, і показує як багато століть тому Хоуп став його маріонеткою, щоб краще зрозуміти людську природу. Бунівельз зрозумів, що не може створити людські душі, тому вирішив зібрати з допомогою Блискавки душі жителів Нова Крисалії та очистити від емоцій і пам'яті, що роблять їх нещасними. Однак тепер, коли знищення душ раніше померлих зірвалося, цей задум не може бути втілений, оскільки пам'ять про них житиме. Бунівельз пояснює свій план — Блискавка була обрана ним стати новою Етро, яка контролювала б цикл життя й смерті, підтримуючи світ в рівновазі. Блискавка відкидає таку заяву, відповідаючи, що хоче світу, вільного від богів, де люди зможуть вирішити свої долі самі і не будуть «ляльками», нездатними відчувати що-небудь, крім щастя незалежно від обставин.
Бунівельз вирішує знищити створений ним світ, розлючений тим, що тепер не зможе контролювати людей. Він нападає на Блискавку як головну заваду цьому, втіливши при цьому молодших божеств Пульса і Ліндзея як свою зброю. Але вже маючи досить сили як нова богиня, Блискавка долає його. Бунівельз скидає її в Хаос, де перебувають душі на шляху між старим і новим світом. Але Блискавка затягує туди ж і його. Після битви в Хаосі, Блискавка ще раз здобуває перемогу, чим звільняє душі померлих і відкриває їм шлях для переродження в новому світі. Люміна зізнається, що була створена Бунівельзом як копія Сери, бо він не міг насправді повернути Серу до життя такою ж, якою та була.
Приєднавшись до колишніх друзів і союзників, в тому числі Сери та ейдолонів, Блискавка остаточно знищує Бунівельза, той кристалізується й лишається в Хаосі. Каїс і різні втілення Юл постають перед Блискавкою і її друзями. Юл оголошує своє рішення взяти на себе роль нової Етро. Каїс дозволяє останньому втіленню Юл піти з Ноелем, в той час як він та інші втілення залишаються в новому Невидимому царстві, світі мертвих.
Ейдлони і Моґ, які не мають душі, зникають, але раді успіху Блискавки. Сама ж Блискавка і душі людства відправляються в новий світ, дуже схожий на наш. В епілозі перероджена Блискавка сходить з поїзда в сільській місцевості, вже не як жінка-воїн, а звичайна жителька цього світу.

## Final Fantasy XIII: Reminiscence -tracer of memories-
До гри було видано онлайн-новелу сценариста трилогії Final Fantasy XIII Дайсуке Ватанабе під назвою «Reminiscence» (укр. Спогади), яка описує події між фіналом Lightning Returns та епілогом до неї. За цією новелою, люди, переродившись в новому світі, виявили, що мають спогади про попередні життя, які й викладаються у вигляді інтерв'ю персонажів гри. Новела складається з прологу і 10-и частин-інтерв'ю.